# Зонтик (рыболовная снасть)

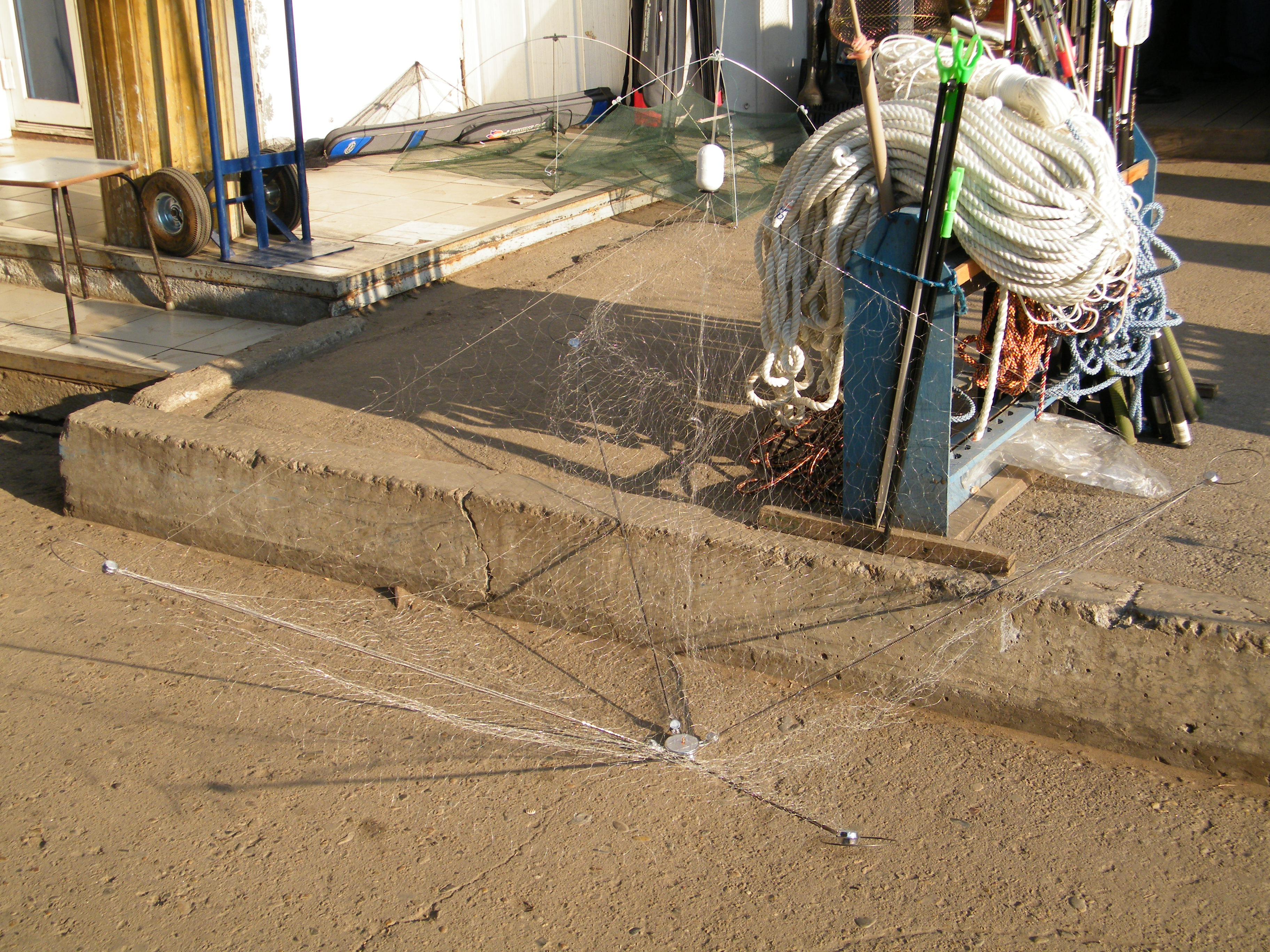
«Зонтик»

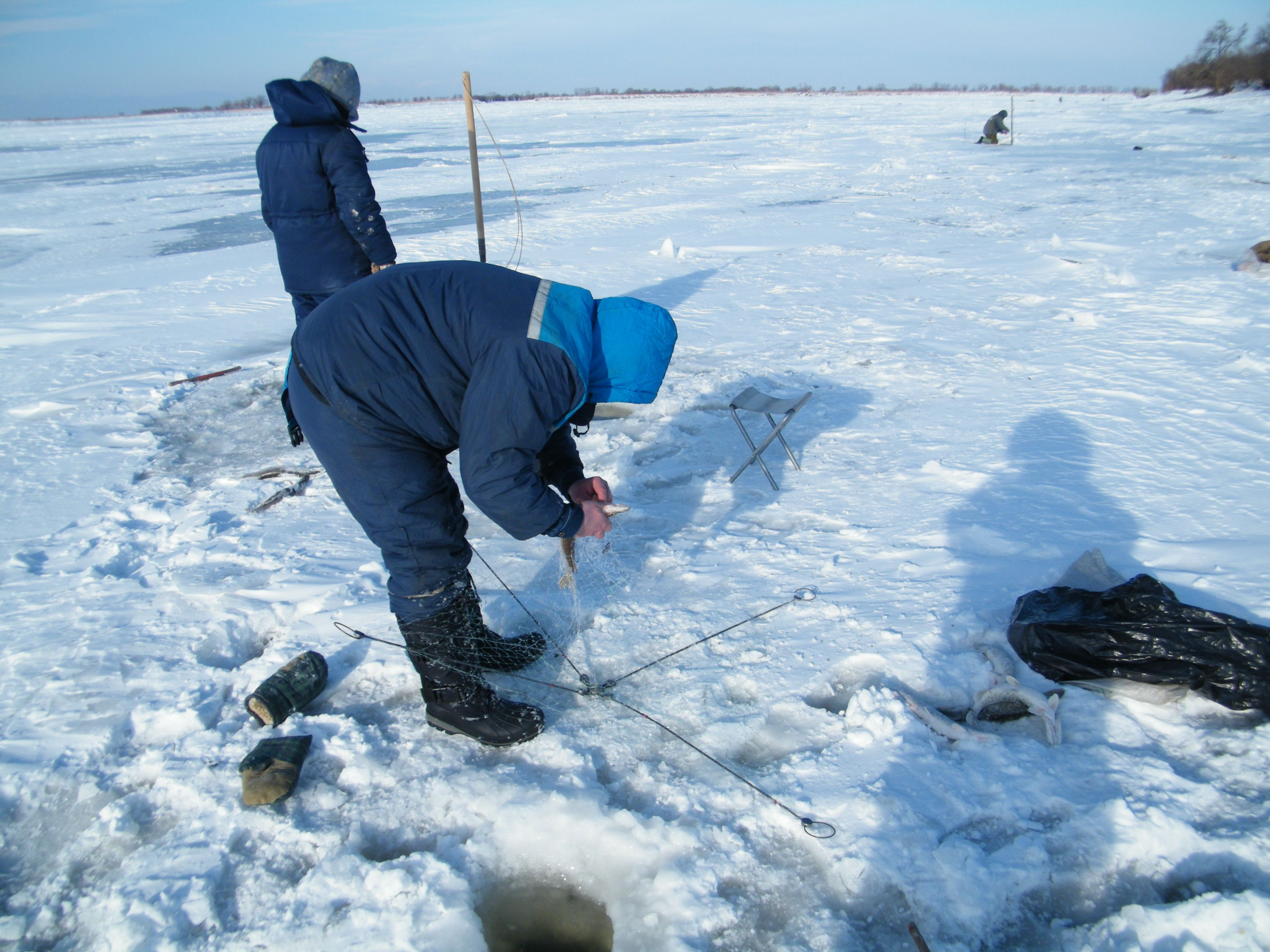
Амурская щука попалась в «зонтик»

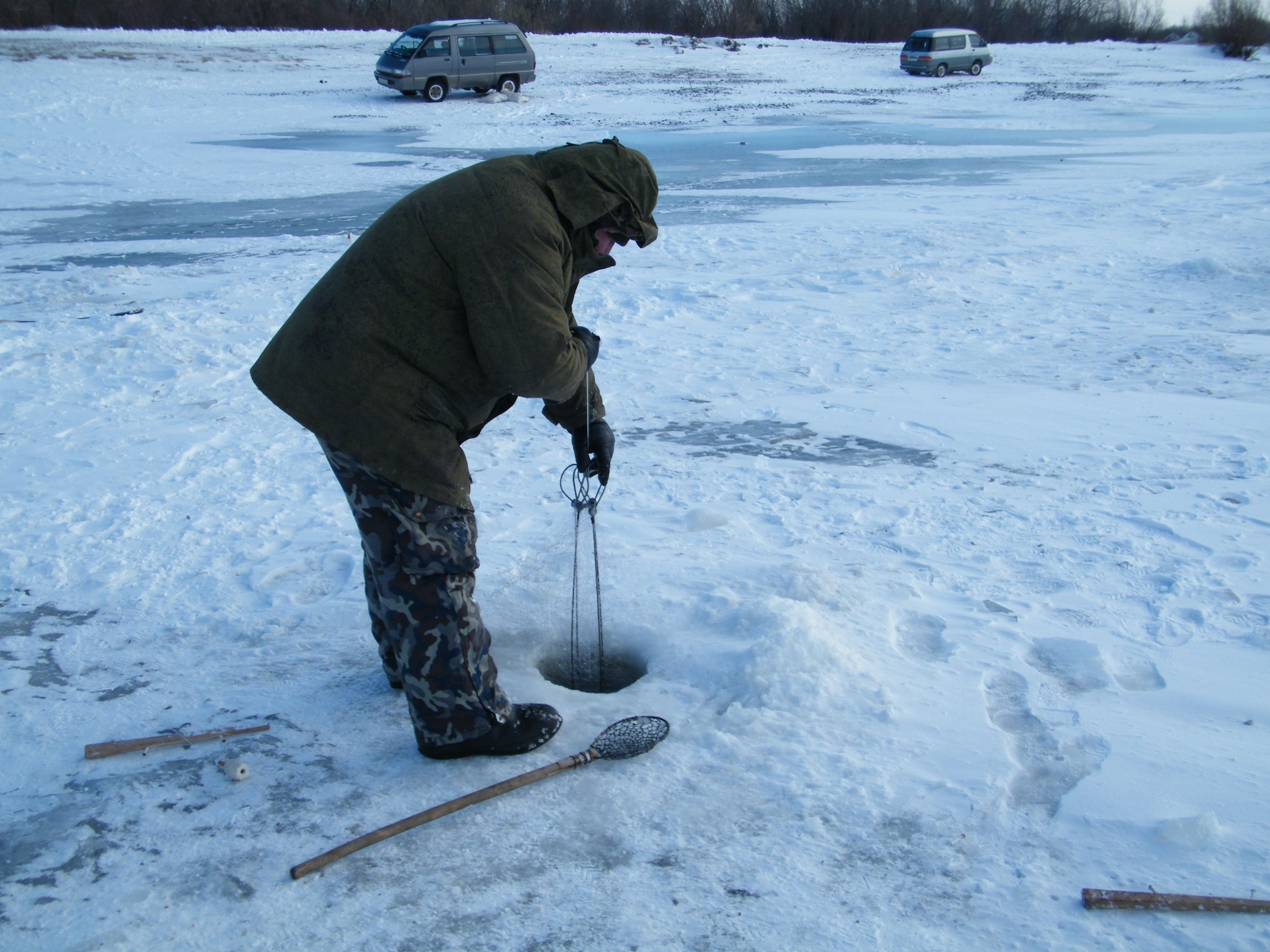
Опускание «зонтика» в лунку

Зо́нтик (разговорное, название на Дальнем Востоке — хапуга) — рыболовная сеть, натянутая на каркас из четырёх складываемых металлических спиц (как у зонта, только вершиной вниз).
В вершине спицы соединены шарнирно, что позволяет свободным концам спиц сближаться друг с другом.
К свободным концам спиц прикреплён трос, при натяжении которого происходит складывание спиц (наподобие грейферного ковша экскаватора).
Для стабилизации «зонтика» на дне (особенно при заметном течении), а также для облегчения приведения в рабочее состояние свободные концы спиц снабжены грузилами.
Для стабилизации положения троса под водой на нём укреплён небольшой поплавок.
Применяется для ловли рыбы в основном на зимней рыбалке.
Возможна ловля рыбы с лодки.
К основанию «зонтика» на рыболовную сеть накладывается и фиксируется приманка (хлеб, каша, зерно).
Рыболов делает во льду лунку с помощью пешни или ледобура и опускает на тросе сложенный «зонтик» под лёд. После касания дна и «потравливания» (ослабления) троса происходит автоматическое раскрытие спиц и рыболовная сеть приводится в рабочее состояние.
Рыба, привлечённая приманкой, собирается возле «зонтика». Периодически рыболов резким натягиванием троса складывает ловушку, рыба запутывается в сети и в сложенном виде «зонтик» вытаскивается через лунку на поверхность.

## Фольклор
- «Зачем рыбке зонтик?» (русская народная поговорка).